# Kreisreform Mecklenburg-Vorpommern 1994

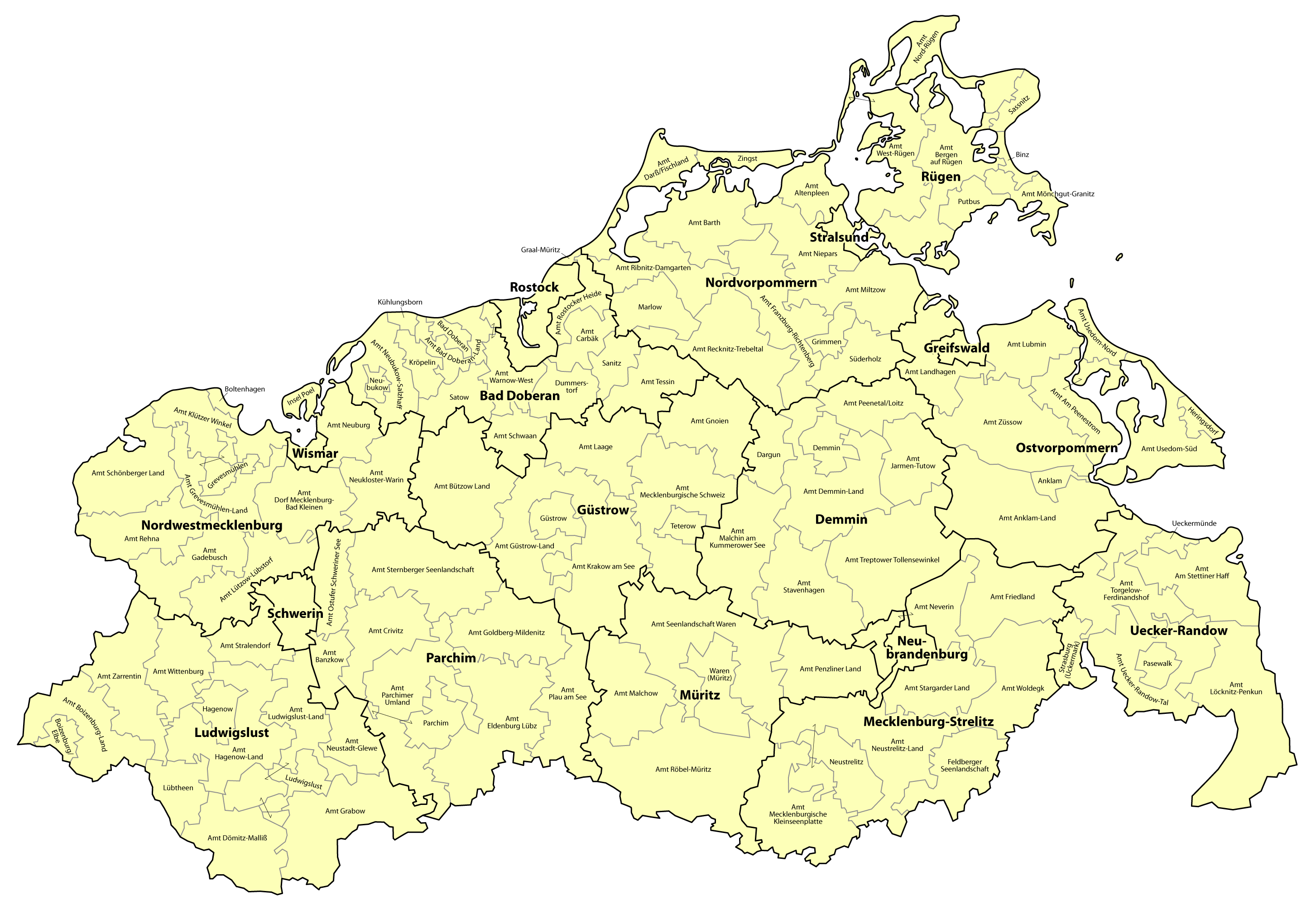
Gliederung Mecklenburg-Vorpommerns nach Inkrafttreten der ersten Kreisreform

Mit der ersten Kreisreform in Mecklenburg-Vorpommern wurden die 30 bisherigen Landkreise aufgelöst und zwölf neue Landkreise gebildet. Einzig der Landkreis Rügen blieb davon unberührt.
Am 4. September 2011 trat dann eine zweite Kreisgebietsreform in Kraft, durch die die bisherige Kreisstruktur, die bis dahin nahezu unverändert Bestand hatte, noch einmal umfassend und grundlegend verändert wurde.

## Hintergrund
Geregelt wurde diese Neugliederung im Gesetz zur Neuordnung der Landkreise und kreisfreien Städte des Landes Mecklenburg-Vorpommern, das am 1. Juli 1993 verkündet wurde. Die Neugliederung trat am 12. Juni 1994, dem Tag der Kommunalwahlen in Kraft. Die sechs kreisfreien Städte (Greifswald, Neubrandenburg, Rostock, Schwerin, Stralsund und Wismar) sowie der Landkreis Rügen blieben von diesem Gesetz unberührt. Die Neuordnung wurde unter zehn Prinzipien gestellt.
1. Die angezielte Regeleinwohnerzahl von 100.000 soll in den neuen Landkreisen nicht unterschritten werden.
2. Die Entfernung jeder Gemeinde zur Kreisverwaltung soll maximal 40 km Luftlinie, in Ausnahmefällen bis zu 55 km betragen.
3. Die Kreissitze sollen grundsätzlich in Mittelzentren des ländlichen Raumes etabliert werden.
4. Kreisfreie Städte dürfen nur Oberzentren mit über 100.000 Einwohnern bzw. Orte mit oberzentraler Funktion sein.
5. Die bisherigen Landkreise sollen möglichst ohne Teilung in neue überführt werden.
6. Es soll höchstens 20 Verwaltungseinheiten (Ämter) pro Landkreis geben.
7. Kreisangehörige Städte sollen nicht mehr als 30 % der Kreisbevölkerung umfassen.
8. Durch Landesverordnung gebildete Ämter bleiben erhalten.
9. Das zentralörtliche System des Landes sowie die Verflechtungsbereiche von Mittelzentren sind zu beachten.
10. Die historischen und naturräumlichen Gegebenheiten werden beibehalten.

Mit den Veränderungen 1994 in Mecklenburg-Vorpommern gestaltete man die Ämterverfassung des Landes nach dem Vorbild von Schleswig-Holstein. Die durchschnittliche Größe der neu gebildeten zwölf Landkreise betrug 102.000 Einwohner und umgrenzte durchschnittlich die Fläche von 1890 km².

## Kreisreformen im Einzelnen
Landkreis Bad Doberan
Der neue Landkreis Bad Doberan mit Sitz in Bad Doberan wurde gebildet aus:
- den Gemeinden des bisherigen Landkreises Bad Doberan
- den Gemeinden des Landkreises Rostock
- dem Amt Schwaan mit der Stadt Schwaan und den Gemeinden Bandow, Benitz, Bröbberow, Kassow, Rukieten, Vorbeck und Wiendorf des Landkreises Bützow

Er ist Rechtsnachfolger der aufgelösten Landkreise Bad Doberan und Rostock.
Landkreis Demmin
Der neue Landkreis Demmin mit Sitz in Demmin wurde gebildet aus:
- den Gemeinden des Landkreises Altentreptow
- den Gemeinden des bisherigen Landkreises Demmin
- den Gemeinden des Landkreises Malchin ohne die Gemeinde Schwinkendorf

Er ist Rechtsnachfolger der aufgelösten Landkreise Altentreptow, Demmin und Malchin.
Landkreis Güstrow
Der neue Landkreis Güstrow mit Sitz in Güstrow wurde gebildet aus:
- den Gemeinden des Landkreises Bützow ohne das Amt Schwaan
- den Gemeinden des bisherigen Landkreises Güstrow
- den Gemeinden des Landkreises Teterow

Er ist Rechtsnachfolger der aufgelösten Landkreise Bützow, Güstrow und Teterow.
Landkreis Ludwigslust
Der neue Landkreis Ludwigslust mit Sitz in Ludwigslust wurde gebildet aus:
- den Gemeinden des Landkreises Hagenow
- den Gemeinden des bisherigen Landkreises Ludwigslust
- dem Amt Rastow mit den Gemeinden Lübesse, Rastow, Sülstorf und Uelitz sowie dem Amt Stralendorf mit den Gemeinden Dümmer, Holthusen, Klein Rogahn, Pampow, Schossin, Stralendorf, Warsow, Wittenförden und Zülow des Landkreises Schwerin

Er ist Rechtsnachfolger der aufgelösten Landkreise Hagenow und Ludwigslust.
Landkreis Mecklenburg-Strelitz
Der neue Landkreis Mecklenburg-Strelitz mit Sitz in Neustrelitz wurde gebildet aus:
- den Gemeinden des Landkreises Neubrandenburg
- den Gemeinden des Landkreises Neustrelitz ohne das Amt Rechlin
- den Gemeinden des Landkreises Strasburg, ohne die Stadt Strasburg und den Gemeinden Blumenhagen, Groß Luckow und Klein Luckow

Er ist Rechtsnachfolger der aufgelösten Landkreise Neubrandenburg und Neustrelitz.
Landkreis Müritz
Der neue Landkreis Müritz mit Sitz in Waren (Müritz) wurde gebildet aus:
- der Gemeinde Schwinkendorf des Landkreises Malchin
- dem Amt Rechlin mit den Gemeinden Lärz, Rechlin und Schwarz des Landkreises Neustrelitz
- den Gemeinden des Landkreises Röbel/Müritz
- den Gemeinden des Landkreises Waren

Er ist Rechtsnachfolger der aufgelösten Landkreise Röbel/Müritz und Waren.
Landkreis Nordvorpommern
Der neue Landkreis Nordvorpommern mit Sitz in Grimmen wurde gebildet aus:
- den Gemeinden des Landkreises Grimmen
- den Gemeinden des Landkreises Ribnitz-Damgarten
- den Gemeinden des Landkreises Stralsund

Er ist Rechtsnachfolger der aufgelösten Landkreise Grimmen, Ribnitz-Damgarten und Stralsund.
Landkreis Nordwestmecklenburg
Der neue Landkreis Nordwestmecklenburg mit Sitz in Grevesmühlen wurde gebildet aus:
- den Gemeinden des Landkreises Gadebusch
- den Gemeinden des Landkreises Grevesmühlen
- dem Amt Lübstorf/Alt Meteln mit den Gemeinden Alt Meteln, Böken, Klein Trebbow, Lübstorf, Pingelshagen, Seehof und Zickhusen sowie den Gemeinden Brüsewitz, Cramonshagen, Dalberg-Wendelstorf und Grambow des Landkreises Schwerin
- dem Amt Warin mit der Stadt Warin und den Gemeinden Bibow, Groß Labenz und Jesendorf sowie der Gemeinde Ventschow des Landkreises Sternberg
- den Gemeinden des Landkreises Wismar

Er ist Rechtsnachfolger der aufgelösten Landkreise Gadebusch, Grevesmühlen und Wismar.
Landkreis Ostvorpommern
Der neue Landkreis Ostvorpommern mit Sitz in Anklam wurde gebildet aus:
- den Gemeinden des Landkreises Anklam
- den Gemeinden des Landkreises Greifswald
- den Gemeinden des Landkreises Wolgast
- den Gemeinden Lübs, Neuendorf A und Wietstock des Landkreises Ueckermünde

Er ist Rechtsnachfolger der aufgelösten Landkreise Anklam, Greifswald und Wolgast.
Landkreis Parchim
Der neue Landkreis Parchim mit Sitz in Parchim wurde gebildet aus:
- den Gemeinden des Landkreises Lübz
- den Gemeinden des bisherigen Landkreises Parchim
- dem Amt Banzkow mit den Gemeinden Banzkow, Goldenstädt, Plate und Sukow, dem Amt Crivitz mit der Stadt Crivitz und den Gemeinden Barnin, Bülow, Demen, Dorf Zapel, Gädebehn, Göhren, Ruthenbeck, Tramm und Wessin sowie dem Amt Ostufer Schweriner See mit den Gemeinden Cambs, Gneven, Godern, Langen Brütz, Leezen, Pinnow, Raben Steinfeld, Retgendorf und Rubow des Landkreises Schwerin
- den Gemeinden des Landkreises Sternberg bis auf Ventschow und das Amt Warin

Er ist Rechtsnachfolger der aufgelösten Landkreise Lübz, Parchim, Schwerin und Sternberg.
Landkreis Uecker-Randow
Der neue Landkreis Uecker-Randow mit Sitz in Pasewalk wurde gebildet aus:
- den Gemeinden des Landkreises Pasewalk
- der Stadt Strasburg und den Gemeinden Blumenhagen, Groß Luckow und Klein Luckow des Landkreises Strasburg
- den Gemeinden des Landkreises Ueckermunde bis auf Lübs, Neuendorf A und Wietstock

Er ist Rechtsnachfolger der aufgelösten Landkreise Pasewalk, Strasburg und Ueckermünde.

## Spätere Änderungen der Kreisgrenzen
Mit Stichtag 1. Januar 1998 wechselte Lübs erneut die Kreiszugehörigkeit und gehörte nicht mehr dem Landkreis Ostvorpommern, sondern nunmehr dem Landkreis Uecker-Randow an. Am 1. Januar 2011, also rund acht Monate vor Inkrafttreten der zweiten Kreisgebietsreform am 4. September 2011, folgte die Gemeinde Wietstock, die bei dieser Gelegenheit nach Altwigshagen eingemeindet wurde.